# Voldemārs Zāmuēls
Voldemārs Zāmuēls (Dzērbene, 22 de maio de 1872 - Ravensburg, 16 de janeiro de 1948) foi um jurista e político letão que serviu como o 5º primeiro-ministro da Letónia durante um breve período em 1924.

## Carreira política

### Primeiros anos
Ingressou na carreira política, elegendo-se deputado d Assembleia Legislativa, onde integrou a bancada parlamentar do Partido do Centro Democrático. Em 19 de junho de 1921, o primeiro-ministro Zigfrīds Anna Meierovics nomeou-o Ministro da Agricultura. Ele ocupou este cargo até 20 de julho de 1922. 

### Primeiro-ministro
Em 27 de janeiro de 1924, ele próprio foi nomeado primeiro-ministro, sucedendo Meierovics. Desde a independência da Letônia, ele foi o primeiro primeiro-ministro que não era filiado à União dos Agricultores da Letônia, partido hegemônico do país à época. Em seu gabinete, que esteve em funções até 18 de dezembro de 1924, também ocupou o cargo de Ministro da Justiça até 9 de abril de 1924. Ao final deste mesmo ano, foi sucedido no cargo por Hugo Celmiņš. 

### Últimos anos
Concorreu sem sucesso à presidência na eleição presidencial de 1927, vencida por Gustavs Zemgals, que também pertencia ao Partido do Centro Democrático.  

## Morte
Ao final da Segunda Guerra Mundial, fugiu para a Alemanha, internando-se no Hospital de Ravensburg, onde morreu em 1948 aos 75 anos.